# Fricativa faríngia sorda
La consonant fricativa faríngia sorda és un so consonàntic que és relativament poc freqüent entre les llengües parlades. El símbol en l'alfabet fonètic internacional n'és [ħ]. Aquest símbol representa una hac ratllada.

## Característiques
- El mode d'articulació és fricatiu : el so prové del pas de l'aire entre dos òrgans articulatoris.
- El seu punt d'articulació és faringi : s'articula amb l'arrel de la llengua contra la faringe.
- És un fonema sord perquè no causa la vibració de les cordes vocals.
- És una consonant oral, ja que l'aire surt únicament per la boca i no pel nas.

## En català
El català no té aquest so.

## Altres llengües
Aquest fonema és present sobretot en les llengües semítiques.
- En àrab aquest fonema s'escriu 'ح' com a 'واحد' [wɑːˈħid] (u, un).
- El maltès usa en el seu alfabet la lletra que representa aquest fonema : 'wieħed' [wiħːed] (u, un).